# ليام بيرك
ليام بيرك (بالإنجليزية: Liam Burke)‏ هو لاعب قذف أيرلندي، ولد في 2 سبتمبر 1972.